# Veelkleurige bladroller
De veelkleurige bladroller (Cochylidia rupicola) is een vlinder uit de familie bladrollers (Tortricidae). De wetenschappelijke naam is voor het eerst geldig gepubliceerd in 1834 door Curtis.
De soort komt voor in Europa.